# 中山南二路
中山南二路是中華人民共和國上海市徐汇区的一條道路，东起瑞金南路與中山南一路相連，西至漕溪北路與中山西路相連。全长3900米。道路上建有上海內環線高架。道路始建於清朝清穆宗同治九年(1870年)，當時起名龙华路。中華民国27年(1938年)改建為泥石路。1952年，龍華路一段更名為龙山路。1960年（一說1958年），龙山路東段與龙华路的日晖港至东安路一段合并，並更名為中山南二路。